# Convocazioni al campionato mondiale maschile di pallacanestro 2019

## Gruppo A

### Costa d'Avorio
Il roster ufficiale è stato annunciato il 29 agosto 2019
| Num. | Giocatore         | Ruolo | Data di nascita  | Altezza | Club d'appartenenza     |
| ---- | ----------------- | ----- | ---------------- | ------- | ----------------------- |
| 1    | Charles Abouo     | SG    | 11 aprile 1989   | 1,94 m  | ADA Blois               |
| 6    | Bryan Pamba       | PG    | 7 gennaio 1992   | 1,91 m  | Caen Basket Calvados    |
| 7    | Adjehi Baru       | PF    | 10 dicembre 1991 | 2,07 m  | Básquet Coruña          |
| 8    | Fréjus Zerbo      | C     | 2 aprile 1989    | 2,13 m  | JL Bourg-en-Bresse      |
| 10   | Souleyman Diabaté | PG    | 21 luglio 1987   | 1,82 m  | SLUC Nancy              |
| 11   | Vafessa Fofana    | SF    | 12 giugno 1992   | 2,01 m  | Cholet Basket           |
| 12   | Bali Coulibaly    | PF    | 3 luglio 1995    | 2,01 m  | TOAC Basket             |
| 13   | Tiegbe Bamba      | SF    | 21 gennaio 1991  | 2,01 m  | C'Chartres Métropole    |
| 14   | Guy Edi           | SG    | 26 dicembre 1988 | 1,99 m  | Champagne Châlons Reims |
| 15   | Mohamed Koné      | C     | 24 marzo 1981    | 2,10 m  | JA Vichy-Clermont       |
| 21   | Deon Thompson     | PF    | 16 dicembre 1988 | 2,04 m  | Unicaja Malaga          |
| 30   | Abraham Sie       | PG    | 31 agosto 1999   | 1,79 m  | Abidjan Basket Club     |

Allenatore  Paolo Povia,  Luca Palumbo,  Ismaël N'Diaye

### Polonia
Il roster ufficiale è stato annunciato il 28 agosto 2019
| Num. | Giocatore              | Ruolo | Data di nascita  | Altezza | Club d'appartenenza   |
| ---- | ---------------------- | ----- | ---------------- | ------- | --------------------- |
| 2    | Aleksander Balcerowski | C     | 19 novembre 2000 | 2,15 m  | CB Gran Canaria       |
| 3    | Michał Sokołowski      | SF    | 11 dicembre 1992 | 1,96 m  | Stelmet Zielona Góra  |
| 5    | Aaron Cel              | PF    | 4 marzo 1987     | 2,03 m  | Twarde Pierniki Toruń |
| 6    | A.J. Slaughter         | SG    | 3 agosto 1987    | 1,91 m  | Real Betis            |
| 9    | Mateusz Ponitka        | SG    | 29 agosto 1993   | 1,98 m  | Panathinaikos         |
| 12   | Adam Waczyński         | SF    | 15 ottobre 1989  | 1,95 m  | Unicaja Malaga        |
| 13   | Dominik Olejniczak     | C     | 1 luglio 1996    | 2,08 m  | Ole Miss Rebels       |
| 15   | Kamil Łączyński        | PG    | 17 aprile 1989   | 1,83 m  | Anwil Włocławek       |
| 33   | Karol Gruszecki        | G/F   | 4 novembre 1989  | 1,96 m  | Twarde Pierniki Toruń |
| 34   | Adam Hrycaniuk         | C     | 15 marzo 1984    | 2,06 m  | Prokom Gdynia         |
| 55   | Łukasz Koszarek        | PG    | 12 gennaio 1984  | 1,87 m  | Stelmet Zielona Góra  |
| 77   | Damian Kulig           | SF    | 23 giugno 1987   | 2,06 m  | Istanbul B.B.         |

Allenatore  Mike Taylor
Assistenti  Arkadiusz Miłoszewski,  Krzysztof Szablowski

### Venezuela
Il roster ufficiale è stato annunciato il 27 agosto 2019
| Num. | Giocatore         | Ruolo | Data di nascita   | Altezza | Club d'appartenenza     |
| ---- | ----------------- | ----- | ----------------- | ------- | ----------------------- |
| 5    | Gregory Vargas    | PG    | 18 febbraio 1986  | 1,80 m  | Maccabi Haifa B.C.      |
| 7    | Jhornan Zamora    | SG    | 30 gennaio 1989   | 1.93 m  | A.L.M. Évreux           |
| 9    | Pedro Chourio     | SG    | 13 marzo 1990     | 1,85 m  | Trotamundos de Carabobo |
| 10   | José Vargas       | SF    | 23 gennaio 1982   | 1,95 m  | Guaros de Lara          |
| 11   | Luis Bethelmy     | F/C   | 14 ottobre 1986   | 2,00 m  | Guaros de Lara          |
| 13   | Anthony Pérez     | F     | 29 settembre 1993 | 2,06 m  | Trotamundos de Carabobo |
| 14   | Miguel Ruiz       | PF    | 20 dicembre 1990  | 2,02 m  | Trotamundos de Carabobo |
| 15   | Windi Graterol    | PF    | 10 settembre 1986 | 2,05 m  | Boca Juniors            |
| 19   | Heissler Guillént | PG    | 17 dicembre 1986  | 1,86 m  | Guaros de Lara          |
| 21   | Dwight Lewis      | SG    | 7 ottobre 1987    | 1,97 m  | Gimnasia de Comodoro    |
| 23   | Michael Carrera   | PF    | 7 gennaio 1993    | 1,96 m  | Trotamundos de Carabobo |
| 43   | Néstor Colmenares | PF    | 5 settembre 1987  | 2,03 m  | Guaros de Lara          |

Allenatore  Fernando Duró
Assistenti  Pablo Daniel Favarel,  Nelson Solórzano

### Cina
Il roster ufficiale è stato annunciato il 29 agosto 2019
| Num. | Giocatore                | Ruolo | Data di nascita   | Altezza | Club d'appartenenza       |
| ---- | ------------------------ | ----- | ----------------- | ------- | ------------------------- |
| 1    | Zhao Rui                 | SG    | 14 gennaio 1996   | 1,91 m  | Guangdong Southern Tigers |
| 5    | Fang Shuo                | G     | 7 settembre 1990  | 1.90 m  | Beijing Ducks             |
| 6    | Guo Ailun                | PG    | 14 novembre 1993  | 1,92 m  | Liaoning Flying Leopards  |
| 9    | Zhai Xiaochuan           | SF    | 24 marzo 1993     | 2,05 m  | Beijing Ducks             |
| 11   | Yi Jianlian              | PF    | 27 ottobre 1987   | 2,12 m  | Guangdong Southern Tigers |
| 13   | Kelanbaike Makan         | SF    | 27 settembre 1992 | 1,96 m  | Xinjiang Flying Tigers    |
| 15   | Zhou Qi                  | C     | 16 gennaio 1996   | 2,16 m  | Xinjiang Flying Tigers    |
| 17   | Sun Minghui              | SG    | 26 aprile 1996    | 1,88 m  | Zhejiang Lions            |
| 20   | Ren Junfei               | PF    | 4 febbraio 1990   | 2,04 m  | Guangdong Southern Tigers |
| 23   | Abudushalamu Abudurexiti | F     | 20 maggio 1996    | 2,03 m  | Xinjiang Flying Tigers    |
| 24   | Zhao Jiwei               | PG    | 25 agosto 1995    | 1,83 m  | Liaoning Flying Leopards  |
| 31   | Wang Zhelin              | C     | 20 gennaio 1994   | 2,14 m  | Fujian Xunxing            |

Allenatore  Li Nan
Assistenti  Yannis Christopoulos,  Liu Peng,  Zhao Renbing

## Gruppo B

### Russia
Il roster ufficiale è stato annunciato il 28 agosto 2019
| Num. | Giocatore          | Ruolo | Data di nascita  | Altezza | Club d'appartenenza   |
| ---- | ------------------ | ----- | ---------------- | ------- | --------------------- |
| 2    | Andrej Sopin       | PG    | 7 luglio 1997    | 1,86 m  | Temp-SUMZ Revda       |
| 3    | Sergej Karasëv     | G/F   | 26 ottobre 1993  | 2,01 m  | B.K. Chimki           |
| 4    | Evgenij Baburin    | SG    | 4 luglio 1987    | 1,91m   | Nižnij Novgorod       |
| 6    | Grigorij Motovilov | SG    | 7 febbraio 1998  | 1,91 m  | Spartak Primor'e      |
| 7    | Vitalij Fridzon    | SG    | 14 ottobre 1985  | 1,94 m  | Lokomotiv Kuban       |
| 8    | Vladimir Ivlev     | F/C   | 28 febbraio 1990 | 2,07 m  | Lokomotiv Kuban       |
| 11   | Semën Antonov      | F     | 18 luglio 1989   | 2,02 m  | CSKA Mosca            |
| 12   | Andrej Zubkov      | PF    | 19 giugno 1991   | 2,05 m  | Zenit San Pietroburgo |
| 20   | Andrej Voroncevič  | PF    | 17 luglio 1987   | 2,07 m  | CSKA Mosca            |
| 30   | Michail Kulagin    | PG    | 4 agosto 1994    | 1,91 m  | CSKA Mosca            |
| 31   | Evgenij Valiev     | PF    | 3 maggio 1990    | 2,05 m  | Zenit San Pietroburgo |
| 41   | Nikita Kurbanov    | SF    | 5 ottobre 1986   | 2,02 m  | CSKA Mosca            |

Allenatore  Sergej Bazarevič
Assistenti  Saša Grujić,  Sergej Bykov,  Denis Goldevsky

### Argentina
Il roster ufficiale è stato annunciato il 9 agosto 2019
| Num. | Giocatore            | Ruolo | Data di nascita  | Altezza | Club d'appartenenza        |
| ---- | -------------------- | ----- | ---------------- | ------- | -------------------------- |
| 1    | Agustín Cáffaro      | C     | 6 febbraio 1995  | 2.10 m  | San Lorenzo                |
| 3    | Luca Vildoza         | PG    | 11 agosto 1995   | 1,91 m  | Saski Baskonia             |
| 4    | Luis Scola           | PF    | 30 aprile 1980   | 2,06 m  | Shanghai Sharks            |
| 7    | Facundo Campazzo     | PG    | 23 marzo 1991    | 1,81 m  | Real Madrid                |
| 8    | Nicolás Laprovíttola | PG    | 31 gennaio 1993  | 1,93 m  | Real Madrid                |
| 9    | Nicolás Brussino     | SF    | 2 marzo 1993     | 2,03 m  | Basket Zaragoza            |
| 10   | Máximo Fjellerup     | SG    | 27 novembre 1997 | 1,97 m  | San Lorenzo                |
| 12   | Marcos Delía         | C     | 8 aprile 1992    | 2,10 m  | Joventut Badalona          |
| 14   | Gabriel Deck         | PF    | 8 febbraio 1995  | 2,00 m  | Real Madrid                |
| 25   | Lucio Redivo         | SG    | 12 febbraio 1994 | 1,83 m  | Breogán                    |
| 29   | Patricio Garino      | SF    | 17 marzo 1993    | 2,01 m  | Saski Baskonia             |
| 83   | Tayavek Gallizzi     | PF    | 8 febbraio 1993  | 2,06 m  | Club de Regatas Corrientes |

Allenatore  Sergio Hernández
Assistenti  Maximiliano Seigorman,  Silvio Santander

### Corea del Sud
Il roster ufficiale è stato annunciato il 31 luglio 2019
| Num. | Giocatore       | Ruolo | Data di nascita  | Altezza | Club d'appartenenza       |
| ---- | --------------- | ----- | ---------------- | ------- | ------------------------- |
| 1    | Park Chan-hui   | SG    | 17 aprile 1987   | 1,91 m  | Incheon ET Land Elephants |
| 2    | Choe Jun-yong   | SF    | 4 aprile 1994    | 2,00 m  | Seul SK Knights           |
| 3    | Lee Jeong-hyeon | SG    | 3 marzo 1987     | 1,91 m  | Jeonju KCC Egis           |
| 5    | Kim Seon-hyeong | PG    | 1 luglio 1988    | 1,87 m  | Seul SK Knights           |
| 6    | Heo Hun         | PG    | 16 agosto 1995   | 1,81 m  |                           |
| 11   | Yang Hong-seok  | SF    | 2 luglio 1997    | 1,99 m  | Busan KT Sonicboom        |
| 12   | Jeong Hyo-geun  | PF    | 14 dicembre 1993 | 2,00 m  |                           |
| 13   | Kang Sang-jae   | C     | 31 dicembre 1994 | 2,02 m  |                           |
| 15   | Kim Jong-gyu    | C     | 3 luglio 1991    | 2,06 m  | Changwon LG Sakers        |
| 20   | Ra Gun-ah       | C     | 20 febbraio 1989 | 2,03 m  | Ulsan Mobis Phoebus       |
| 33   | Lee Seung-hyeon | PF    | 16 aprile 1992   | 1,99 m  | Goyang Orions             |
| 43   | Lee Dae-seong   | SG    | 30 maggio 1990   | 1,90 m  |                           |

Allenatore  Hur Jae
Assistenti  Cho Sang-Hyun

### Nigeria
Il roster ufficiale è stato annunciato il 27 agosto 2019
| Num. | Giocatore       | Ruolo | Data di nascita   | Altezza | Club d'appartenenza    |
| ---- | --------------- | ----- | ----------------- | ------- | ---------------------- |
| 1    | Ike Iroegbu     | PG    | 14 marzo 1995     | 1,88 m  | K.K. Lietkabelis       |
| 4    | Ben Uzoh        | PG    | 18 marzo 1988     | 1,91 m  | Caballeros de Culiacán |
| 5    | Stan Okoye      | G/F   | 10 aprile 1991    | 1,97 m  | Gran Canaria           |
| 6    | Ike Diogu       | F/C   | 11 settembre 1983 | 2,06 m  | Shimane Susanoo Magic  |
| 7    | Al-Farouq Aminu | PF    | 21 settembre 1990 | 2,06 m  | Orlando Magic          |
| 8    | Ekpe Udoh       | C     | 20 maggio 1987    | 2,08 m  | Beijing Ducks          |
| 10   | Chimezie Metu   | PF    | 22 marzo 1997     | 2,08 m  | San Antonio Spurs      |
| 13   | Talib Zanna     | F     | 1 ottobre 1990    | 2,06 m  | Ironi Nes Ziona        |
| 20   | Josh Okogie     | SG    | 1 settembre 1998  | 1,93 m  | Minnesota Timberwolves |
| 22   | Gabe Vincent    | G     | 14 giugno 1996    | 1,91 m  | Stockton Kings         |
| 33   | Jordan Nwora    | S     | 9 settembre 1998  | 2,03 m  | Louisville Cardinals   |
| 50   | Micheal Eric    | C     | 24 giugno 1988    | 2,11 m  | Saski Baskonia         |

Allenatore  Alexander Nwora
Assistenti  Kevin Burleson,  Ogoh Odaudu,  Mfon Udofia

## Gruppo C

### Spagna
Il roster ufficiale è stato annunciato il 21 agosto 2019
| Num. | Giocatore             | Ruolo | Data di nascita   | Altezza | Club d'appartenenza  |
| ---- | --------------------- | ----- | ----------------- | ------- | -------------------- |
| 1    | Quino Colom           | PG    | 1 novembre 1988   | 1,88 m  | Valencia Basket Club |
| 5    | Rudy Fernández        | G/F   | 4 aprile 1985     | 1,98 m  | Real Madrid          |
| 8    | Pau Ribas             | SG    | 2 marzo 1987      | 1,96 m  | Barcelona            |
| 9    | Ricky Rubio           | PG    | 21 ottobre 1990   | 1,93 m  | Phoenix Suns         |
| 10   | Víctor Claver         | F     | 30 agosto 1988    | 2,07 m  | Barcelona            |
| 13   | Marc Gasol            | C     | 29 gennaio 1985   | 2,16 m  | Toronto Raptors      |
| 14   | Guillermo Hernangómez | C     | 23 maggio 1994    | 2,13 m  | Charlotte Hornets    |
| 18   | Pierre Oriola         | PF    | 25 ottobre 1992   | 2,08 m  | Barcelona            |
| 22   | Xavi Rabaseda         | G/F   | 24 febbraio 1989  | 1,96 m  | Gran Canaria         |
| 23   | Sergio Llull          | G     | 15 novembre 1987  | 1,93 m  | Real Madrid          |
| 33   | Javier Beirán         | SF    | 22 maggio 1987    | 2,00 m  | Gran Canaria         |
| 41   | Juancho Hernangómez   | F     | 22 settembre 1995 | 2,07 m  | Denver Nuggets       |

Allenatore  Sergio Scariolo
Assistant :  Luis Guil, Angel Luis Sanchez Canete Calvo

### Iran
Il roster ufficiale è stato annunciato il 23 agosto 2019
| Num. | Giocatore             | Ruolo | Data di nascita   | Altezza | Club d'appartenenza    |
| ---- | --------------------- | ----- | ----------------- | ------- | ---------------------- |
| 1    | Rasoul Mozafari       | PG    | 22 luglio 1994    | 1,89 m  | Sanat Naft Abadan      |
| 4    | Meisam Mirzaei        | C     | 15 aprile 1992    | 2,13 m  | Petrochimi Bandar Imam |
| 5    | Sajjad Mashayekhi     | PG    | 23 febbraio 1994  | 1.88 m  | Petrochimi Bandar Imam |
| 6    | Hamed Hosseinzadeh    | SG    | 22 gennaio 1987   | 1,85 m  | Chemidor Tehran        |
| 7    | Mohammad Hassanzadeh  | SG    | 6 ottobre 1990    | 2,03 m  | Sanat Naft Abadan      |
| 8    | Behnam Yakhchali      | SG    | 31 dicembre 1997  | 1,96 m  | Jiangsu Tongxi         |
| 12   | Arman Zangeneh        | PF    | 16 giugno 1993    | 2,06 m  | Chemidor Tehran        |
| 13   | Mohammad Jamshidi     | SF    | 30 luglio 1996    | 1,99 m  | Chemidor Tehran        |
| 14   | Samad Nikkhah Bahrami | SF    | 11 maggio 1983    | 2,01 m  | free agent             |
| 15   | Hamed Haddadi         | C     | 19 maggio 1985    | 2,19 m  | Champville SC          |
| 20   | Mike Rostampour       | PF    | 20 dicembre 1991  | 2,06 m  | Sanat Naft Abadan      |
| 23   | Aaron Geramipoor      | C     | 11 settembre 1992 | 2,13 m  |                        |

Allenatore  Mehran Shahintab
Assistenti  Farzad Kouhian,  Mohammad Abedini

### Porto Rico
Il roster ufficiale è stato annunciato il 28 agosto 2019
| Num. | Giocatore        | Ruolo | Data di nascita   | Altezza | Club d'appartenenza     |
| ---- | ---------------- | ----- | ----------------- | ------- | ----------------------- |
| 0    | Isaiah Piñeiro   | SF    | 28 febbraio 1997  | 2,03 m  | Sacramento Kings        |
| 1    | Ramón Clemente   | PF    | 11 dicembre 1985  | 2,08 m  | San Lorenzo             |
| 7    | Devon Collier    | PF    | 20 gennaio 1991   | 2,08 m  | Capitanes de Arecibo    |
| 9    | Gary Browne      | PG    | 24 marzo 1994     | 1,91 m  | Atléticos de San Germán |
| 12   | Jorge Brian Díaz | C     | 13 novembre 1989  | 2,11 m  | Piratas de Quebradillas |
| 13   | Ángel Rodríguez  | PG    | 5 dicembre 1992   | 1,85 m  |                         |
| 24   | Gian Clavell     | SG    | 26 novembre 1993  | 1,96 m  |                         |
| 33   | David Huertas    | SG    | 2 giugno 1987     | 2,01 m  | Capitanes de Arecibo    |
| 34   | Renaldo Balkman  | PF    | 14 luglio 1984    | 2,03 m  | Alab Pilipinas          |
| 42   | Alex Franklin    | SF    | 11 luglio 1988    | 2,01 m  | Piratas de Quebradillas |
| 43   | Chris Brady      | C     | 15 settembre 1995 | 2,13 m  | Fukushima Firebonds     |
| 44   | Javier Mojica    | SG    | 31 agosto 1984    | 1,98 m  | Vaqueros de Bayamón     |

Allenatore  Eddie Casiano
Assistenti  Omar González,  Manolo Cintrón,  Rafael Torres

### Tunisia
Il roster ufficiale è stato annunciato il 18 agosto 2019
| Num. | Giocatore           | Ruolo | Data di nascita  | Altezza | Club d'appartenenza      |
| ---- | ------------------- | ----- | ---------------- | ------- | ------------------------ |
| 4    | Omar Abada          | PG    | 15 giugno 1993   | 1,91 m  | ES Radès                 |
| 5    | Ziyed Chennoufi     | SF    | 29 novembre 1988 | 1,98 m  | Club Africain            |
| 7    | Mourad el-Mabrouk   | SG    | 19 ottobre 1986  | 1,89 m  | ES Radès                 |
| 8    | Omar Mouhli         | C     | 19 marzo 1986    | 2,11 m  | Etoile Sportive du Sahel |
| 9    | Mohamed Hdidane     | SF    | 27 aprile 1986   | 2,01 m  | Stade Nabeulien          |
| 11   | Mokhtar Ghyaza      | F/C   | 15 novembre 1986 | 2,06 m  | Club Africain            |
| 12   | Makram Ben Romdhane | PF    | 27 marzo 1989    | 2,06 m  | Homenetmen Beirut        |
| 19   | Mohamed Abbassi     | PG    | 28 marzo 1991    | 1,88 m  | ES Radès                 |
| 20   | Michael Roll        | SG    | 12 aprile 1987   | 1,96 m  | Olimpia Milano           |
| 45   | Radhouane Slimane   | PF    | 16 agosto 1980   | 2,04 m  | Etoile Sportive du Sahel |
| 50   | Salah Mejri         | C     | 15 giugno 1986   | 2,17 m  | Liaoning Flying Leopards |
| 66   | Nizar Knioua        | G     | 8 giugno 1983    | 1,91 m  | Etoile Sportive du Sahel |

Allenatore  Mário Palma
Assistant :  Ivan Kostourkov,  Oualid Zrida

## Gruppo D

### Angola
Il roster ufficiale è stato annunciato il 7 agosto 2019
| Num. | Giocatore        | Ruolo | Data di nascita  | Altezza | Club d'appartenenza         |
| ---- | ---------------- | ----- | ---------------- | ------- | --------------------------- |
| 1    | Gerson Domingos  | PG    | 16 aprile 1996   | 1,79 m  | Grupo Desportivo Interclube |
| 2    | Yanick Moreira   | C     | 31 luglio 1991   | 2,11 m  | free agent                  |
| 3    | Gerson Gonçalves | SG    | 29 marzo 1996    | 1,93 m  | Petro Atlético              |
| 4    | Olímpio Cipriano | SF    | 9 aprile 1982    | 1,93 m  | Petro Atlético              |
| 6    | Carlos Morais    | SG    | 16 ottobre 1985  | 1,91 m  | Petro Atlético              |
| 9    | Leonel Paulo     | PF    | 30 aprile 1986   | 1,98 m  | Petro Atlético              |
| 10   | José António     | SF    | 31 luglio 1990   | 1,97 m  | Petro Atlético              |
| 15   | Eduardo Mingas   | PF    | 29 gennaio 1979  | 1,98 m  | Primero de Agosto           |
| 16   | Divaldo Mbunga   | C     | 4 settembre 1985 | 2,06 m  | Benfica do Libolo           |
| 23   | Reggie Moore     | PF    | 31 marzo 1981    | 2,00 m  | Petro Atlético              |
| 32   | Vander Joaquim   | C     | 15 aprile 1990   | 2,09 m  | Obras                       |
| 37   | Jaques Conceição | PG    | 4 settembre 1989 | 1,90 m  | Primeiro de Agosto          |

Allenatore  Will Voigt
Assistenti  Walter Bandeira da Costa,  Nataniel Lucas

### Filippine
Il roster ufficiale è stato annunciato il 25 agosto 2019
| Num. | Giocatore        | Ruolo | Data di nascita   | Altezza | Club d'appartenenza           |
| ---- | ---------------- | ----- | ----------------- | ------- | ----------------------------- |
| 1    | Andray Blatche   | C     | 22 agosto 1986    | 2,11 m  | Tianjin Ronggang              |
| 3    | Paul Lee         | SG    | 14 febbraio 1989  | 1.83 m  | Magnolia Hotshots             |
| 4    | Kiefer Ravena    | PG    | 27 ottobre 1993   | 1,83 m  | NLEX Road Warriors            |
| 5    | Gabe Norwood     | SG    | 9 febbraio 1985   | 1,96 m  | Rain or Shine Elasto Painters |
| 8    | Robert Bolick    | SG    | 13 settembre 1995 | 1,85 m  | NorthPort Batang Pier         |
| 14   | Mark Barroca     | PG    | 25 aprile 1986    | 1,78 m  | Magnolia Hotshots             |
| 15   | June Mar Fajardo | C     | 17 novembre 1989  | 2,08 m  | San Miguel Beermen            |
| 16   | Roger Pogoy      | SG    | 16 giugno 1992    | 1,88 m  | TNT KaTopa                    |
| 17   | C.J. Perez       | SG    | 17 novembre 1993  | 1,88 m  | Columbian Dyip                |
| 18   | Troy Rosario     | SF    | 20 gennaio 1992   | 2,01 m  | TNT KaTopa                    |
| 20   | Raymond Almazan  | PF    | 2 agosto 1989     | 2,03 m  | Meraico Bolts                 |
| 25   | Japeth Aguilar   | PF    | 25 gennaio 1987   | 2,06 m  | Barangay Ginebra San Miguel   |

Allenatore  Yeng Guiao
Assistenti  Ford Arao,  Caloy Garcia,  Ryan Gregorio

### Italia
Il roster ufficiale è stato annunciato il 29 agosto 2019
| Num. | Giocatore          | Ruolo | Data di nascita  | Altezza | Club d'appartenenza   |
| ---- | ------------------ | ----- | ---------------- | ------- | --------------------- |
| 00   | Amedeo Della Valle | SG    | 11 aprile 1993   | 1,94 m  | Olimpia Milano        |
| 3    | Marco Belinelli    | SG    | 23 marzo 1986    | 1,96 m  | San Antonio Spurs     |
| 5    | Alessandro Gentile | SF    | 12 novembre 1992 | 2,02 m  | Free agent            |
| 6    | Paul Biligha       | C     | 31 maggio 1990   | 2,00 m  | Olimpia Milano        |
| 7    | Luca Vitali        | PG    | 9 maggio 1986    | 2,01 m  | Leonessa Brescia      |
| 8    | Danilo Gallinari   | F     | 8 agosto 1988    | 2,09 m  | Oklahoma City Thunder |
| 10   | Daniel Hackett     | PG    | 19 dicembre 1987 | 1,98 m  | CSKA Mosca            |
| 12   | Ariel Filloy       | PG    | 11 marzo 1987    | 1,90 m  | Reyer Venezia         |
| 15   | Jeff Brooks        | PF    | 12 giugno 1989   | 2,03 m  | Olimpia Milano        |
| 16   | Amedeo Tessitori   | C     | 7 ottobre 1994   | 2,08 m  | Universo Treviso      |
| 23   | Awudu Abass        | SF    | 27 gennaio 1993  | 2,00 m  | Leonessa Brescia      |
| 70   | Luigi Datome       | SF    | 23 novembre 1987 | 2,03 m  | Fenerbahçe            |

Allenatore  Romeo Sacchetti
Assistenti  Lele Molin,  Massimo Maffezzoli,  Paolo Conti

### Serbia
| Num. | Giocatore          | Ruolo | Data di nascita  | Altezza | Club d'appartenenza    |
| ---- | ------------------ | ----- | ---------------- | ------- | ---------------------- |
| 5    | Marko Simonović    | SF    | 30 maggio 1986   | 2,03 m  | K.K. Cedevita Olimpija |
| 7    | Bogdan Bogdanović  | SG    | 18 agosto 1992   | 1,98 m  | Sacramento Kings       |
| 8    | Nemanja Bjelica    | F     | 9 maggio 1988    | 2,08 m  | Sacramento Kings       |
| 11   | Vladimir Lučić     | F     | 17 giugno 1989   | 2,03 m  | Bayern Monaco          |
| 13   | Miroslav Raduljica | C     | 5 gennaio 1988   | 2,13 m  | Jiangsu Dragons        |
| 14   | Stefan Birčević    | PF    | 13 dicembre 1989 | 2,10 m  | Telekom Bonn           |
| 15   | Nikola Jokić       | PF    | 19 febbraio 1995 | 2,13 m  | Denver Nuggets         |
| 21   | Nikola Milutinov   | C     | 13 dicembre 1994 | 2,13 m  | Olympiakos             |
| 22   | Vasilije Micić     | PG    | 13 gennaio 1994  | 1,94 m  | Anadolu Efes           |
| 23   | Marko Gudurić      | SG    | 8 marzo 1995     | 2,00 m  | Fenerbahçe             |
| 24   | Stefan Jović       | PG    | 3 novembre 1990  | 1,99 m  | Bayern Monaco          |
| 51   | Boban Marjanović   | C     | 15 agosto 1988   | 2,21 m  | Philadelphia 76ers     |

Allenatore  Aleksandar Đorđević
Assistenti  Miroslav Nikolić,  Jovica Antonic

## Gruppo E

### Turchia
Il roster ufficiale è stato annunciato il 30 agosto 2019
| Num. | Giocatore        | Ruolo | Data di nascita  | Altezza | Club d'appartenenza   |
| ---- | ---------------- | ----- | ---------------- | ------- | --------------------- |
| 1    | Scottie Wilbekin | G     | 5 aprile 1993    | 1,88 m  | Maccabi Tel Aviv B.C. |
| 4    | Doğuş Balbay     | PG    | 21 gennaio 1989  | 1,85 m  | Anadolu Efes          |
| 5    | Metecan Birsen   | SF    | 6 aprile 1995    | 2,08 m  | Anadolu Efes          |
| 6    | Cedi Osman       | SF    | 8 aprile 1995    | 2,03 m  | Cleveland Cavaliers   |
| 8    | Ersan İlyasova   | PF    | 15 maggio 1987   | 2,08 m  | Milwaukee Bucks       |
| 9    | Semih Erden      | C     | 28 luglio 1986   | 2,13 m  | Beşiktaş              |
| 10   | Melih Mahmutoğlu | SG    | 12 maggio 1990   | 1,91 m  | Fenerbahçe            |
| 11   | Ege Arar         | PF    | 2 settembre 1996 | 2,08 m  | Galatasaray           |
| 19   | Buğrahan Tuncer  | SG    | 23 marzo 1993    | 1,93 m  | Anadolu Efes          |
| 21   | Sertaç Şanlı     | C     | 5 agosto 1991    | 2,13 m  | Anadolu Efes          |
| 22   | Furkan Korkmaz   | SG    | 24 luglio 1997   | 2,01 m  | Philadelphia 76ers    |
| 24   | Yiğit Arslan     | SG    | 12 maggio 1996   | 1,94 m  | Galatasaray           |

Allenatore  Ufuk Sarıca
Assistenti  Recep Sen,  Arda Demirbag

### Repubblica Ceca
| Num. | Giocatore        | Ruolo | Data di nascita   | Altezza | Club d'appartenenza |
| ---- | ---------------- | ----- | ----------------- | ------- | ------------------- |
| 1    | Patrik Auda      | PF    | 28 agosto 1989    | 2,06 m  | Boulazac            |
| 4    | Tomáš Vyoral     | PG    | 28 settembre 1992 | 1,90 m  | ČEZ Nymburk         |
| 6    | Pavel Pumprla    | F     | 13 giugno 1986    | 1,98 m  | ČEZ Nymburk         |
| 7    | Vojtěch Hruban   | SF    | 29 agosto 1989    | 2,02 m  | ČEZ Nymburk         |
| 8    | Tomáš Satoranský | PG    | 30 ottobre 1991   | 2,01 m  | Chicago Bulls       |
| 11   | Blake Schilb     | F     | 23 dicembre 1983  | 2,01 m  | ChâlonsReims        |
| 12   | Ondřej Balvín    | C     | 20 settembre 1992 | 2,17 m  | CB Gran Canaria     |
| 13   | Jakub Šiřina     | PG    | 21 novembre 1987  | 1,86 m  | B.K. Opava          |
| 15   | Martin Peterka   | C     | 12 gennaio 1995   | 2,05 m  | ČEZ Nymburk         |
| 17   | Jaromír Bohačík  | F     | 26 maggio 1992    | 1,97 m  | ČEZ Nymburk         |
| 23   | Lukáš Palyza     | SF    | 10 novembre 1989  | 2,02 m  | BK Olomoucko        |
| 31   | Martin Kříž      | SF    | 17 giugno 1993    | 2,00 m  | ČEZ Nymburk         |

Allenatore  Ronen Ginzburg
Assistenti  Petr Czudek,  Jan Pospisil

### Stati Uniti
Il roster ufficiale è stato annunciato il 24 agosto 2019
| Num. | Giocatore        | Ruolo | Data di nascita  | Altezza | Club d'appartenenza |
| ---- | ---------------- | ----- | ---------------- | ------- | ------------------- |
| 4    | Derrick White    | G     | 2 luglio 1994    | 1,96 m  | San Antonio Spurs   |
| 5    | Donovan Mitchell | G     | 7 settembre 1996 | 1.91 m  | Utah Jazz           |
| 6    | Joe Harris       | G     | 6 settembre 1991 | 1,98 m  | Brooklyn Nets       |
| 7    | Marcus Smart     | G     | 6 marzo 1994     | 1,93 m  | Boston Celtics      |
| 8    | Harrison Barnes  | F     | 30 maggio 1992   | 2,03 m  | Sacramento Kings    |
| 9    | Jaylen Brown     | F     | 24 ottobre 1996  | 2,01 m  | Boston Celtics      |
| 10   | Jayson Tatum     | F     | 3 marzo 1998     | 2,03 m  | Boston Celtics      |
| 11   | Mason Plumlee    | C     | 5 marzo 1990     | 2,11 m  | Denver Nuggets      |
| 12   | Myles Turner     | C     | 24 marzo 1996    | 2,11 m  | Indiana Pacers      |
| 13   | Brook Lopez      | C     | 4 gennaio 1988   | 2,13 m  | Milwaukee Bucks     |
| 14   | Khris Middleton  | F     | 12 agosto 1991   | 2,03 m  | Milwaukee Bucks     |
| 15   | Kemba Walker     | G     | 8 maggio 1990    | 1,85 m  | Boston Celtics      |

Allenatore  Gregg Popovich
Assistenti  Steve Kerr,  Lloyd Pierce,  Jay Wright

### Giappone
Il roster ufficiale è stato annunciato il 27 agosto 2019
| Num. | Giocatore        | Ruolo | Data di nascita  | Altezza | Club d'appartenenza     |
| ---- | ---------------- | ----- | ---------------- | ------- | ----------------------- |
| 3    | Seiya Andō       | PG    | 15 luglio 1993   | 1,93 m  | Toyota Alvark           |
| 6    | Makoto Hiejima   | SG    | 11 agosto 1998   | 1,91 m  | Utsunomiya Brex         |
| 7    | Ryūsei Shinoyama | PG    | 20 luglio 1988   | 1,78 m  | Kawasaki Brave Thunders |
| 8    | Rui Hachimura    | PF    | 8 febbraio 1998  | 2.04 m  | Washington Wizards      |
| 10   | Kōsuke Takeuchi  | PF    | 29 gennaio 1985  | 2,08 m  | Utsunomiya Brex         |
| 12   | Yūta Watanabe    | SF    | 27 ottobre 1996  | 2,06 m  | Memphis Grizzlies       |
| 13   | Shūto Andō       | SG    | 13 giugno 1994   | 1,93 m  | Nagoya Diamond Dolphins |
| 15   | Jōji Takeuchi    | PF    | 29 gennaio 1985  | 2,08 m  | Toyota Alvark           |
| 18   | Yūdai Baba       | SF    | 7 novembre 1995  | 1,98 m  | Toyota Alvark           |
| 22   | Nick Fazekas     | C     | 17 giugno 1985   | 2,14 m  | Kawasaki Brave Thunders |
| 24   | Daiki Tanaka     | SG    | 3 settembre 1991 | 1,96 m  | Toyota Alvark           |
| 32   | Avi Schafer      | C     | 28 gennaio 1998  | 2,03 m  | Shiga Lakestars         |

Allenatore  Julio Lamas
Assistenti  Ken'ichi Sako,  Herman Julian Mandole

## Gruppo F

### Grecia
Il roster ufficiale è stato annunciato il 30 agosto 2019
| Num. | Giocatore               | Ruolo | Data di nascita   | Altezza | Club d'appartenenza |
| ---- | ----------------------- | ----- | ----------------- | ------- | ------------------- |
| 5    | Giannoulīs Larentzakīs  | SG    | 22 settembre 1993 | 1,96 m  | AEK Atene           |
| 8    | Nick Calathes           | PG    | 7 febbraio 1989   | 1,98 m  | Panathinaikos       |
| 9    | Iōannīs Mpourousīs      | C     | 17 maggio 1983    | 2,15 m  | CB Gran Canaria     |
| 10   | Kōstas Sloukas          | G     | 15 gennaio 1990   | 1,90 m  | Fenerbahçe          |
| 14   | Giōrgos Papagiannīs     | C     | 3 luglio 1997     | 2,18 m  | Panathinaikos       |
| 15   | Giōrgos Printezīs       | PF    | 22 febbraio 1985  | 2,06 m  | Olympiakos          |
| 16   | Kōstas Papanikolaou     | SF    | 31 luglio 1990    | 2,04 m  | Olympiakos          |
| 17   | Vaggelīs Mantzarīs      | PG    | 16 aprile 1990    | 1,96 m  | UNICS Kazan         |
| 19   | Iōannīs Papapetrou      | SF    | 30 marzo 1994     | 2,06 m  | Panathinaikos       |
| 21   | Panagiōtīs Vasilopoulos | F     | 8 febbraio 1984   | 2,05 m  | Peristeri           |
| 34   | Giannīs Antetokounmpo   | G/F   | 6 dicembre 1994   | 2,11 m  | Milwaukee Bucks     |
| 43   | Thanasīs Antetokounmpo  | SF    | 18 luglio 1992    | 2,01 m  | Milwaukee Bucks     |

Allenatore  Thanasīs Skourtopoulos
Assistenti  Giannis Eleutheriadis,  Thanasis Molivdas,  Giannīs Kalampokīs

### Nuova Zelanda
Il roster ufficiale è stato annunciato il 21 agosto 2019
| Num. | Giocatore          | Ruolo | Data di nascita   | Altezza | Club d'appartenenza  |
| ---- | ------------------ | ----- | ----------------- | ------- | -------------------- |
| 0    | Tai Webster        | SG    | 29 maggio 1995    | 1,93 m  | Galatasaray          |
| 3    | Finn Delany        | PF    | 12 agosto 1995    | 2,00 m  | New Zealand Breakers |
| 5    | Shea Ili           | PG    | 6 ottobre 1992    | 1,83 m  | New Zealand Breakers |
| 6    | Jarrod Kenny       | PG    | 17 settembre 1985 | 1,86 m  | Cairns Taipans       |
| 9    | Corey Webster      | PG    | 29 novembre 1988  | 1,86 m  | New Zealand Breakers |
| 10   | Thomas Abercrombie | SF    | 5 luglio 1987     | 1,98 m  | New Zealand Breakers |
| 14   | Rob Loe            | C     | 5 agosto 1991     | 2,11 m  | Cairns Taipans       |
| 16   | Tohi Smith-Milner  | PF    | 6 ottobre 1995    | 2,05 m  | Melbourne United     |
| 20   | Jordan Ngatai      | SF    | 7 marzo 1993      | 1,95 m  | New Zealand Breakers |
| 25   | Ethan Rusbatch     | SG    | 4 maggio 1992     | 1,96 m  | Hawke's Bay Hawks    |
| 35   | Alex Pledger       | C     | 27 marzo 1987     | 2,15 m  | Melbourne United     |
| 42   | Isaac Fotu         | PF    | 18 dicembre 1993  | 2,03 m  | Basketball Ulm       |

Allenatore  Paul Henare
Assistenti  Pero Cameron,  Michael Fitchett,  Ross McMains

### Brasile
Il roster ufficiale è stato annunciato il 18 agosto 2019
| Num. | Giocatore              | Ruolo | Data di nascita   | Altezza | Club d'appartenenza |
| ---- | ---------------------- | ----- | ----------------- | ------- | ------------------- |
| 2    | Yago Mateus dos Santos | PG    | 9 marzo 1999      | 1,78 m  | Paulistano          |
| 5    | Rafa Luz               | PG    | 11 febbraio 1992  | 1.88 m  | UCAM Murcia         |
| 6    | Cristiano Felício      | PF    | 7 luglio 1992     | 2,08 m  | Chicago Bulls       |
| 8    | Victor Benite          | SG    | 20 febbraio 1990  | 1,94 m  | San Pablo Burgos    |
| 9    | Marcelinho Huertas     | PG    | 25 maggio 1983    | 1,91 m  | Iberostar Tenerife  |
| 10   | Alex Garcia            | SF    | 4 marzo 1980      | 1,93 m  | Minas               |
| 11   | Anderson Varejão       | C     | 28 settembre 1982 | 2,11 m  | free agent          |
| 14   | Marquinhos Vieira      | PF    | 31 maggio 1984    | 2,07 m  | Flamengo            |
| 19   | Leandro Barbosa        | SG    | 28 novembre 1982  | 1,91 m  | Minas               |
| 23   | Augusto Lima           | C     | 17 settembre 1991 | 2,08 m  | San Pablo Burgos    |
| 24   | Didi Louzada           | SF    | 2 luglio 1999     | 1,95 m  | Sydney Kings        |
| 50   | Bruno Caboclo          | SF    | 20 settembre 1995 | 2,06 m  | Memphis Grizzlies   |

Allenatore  Aleksandar Petrovic
Assistenti  Cesar Guidetti,  Bruno Savignani

### Montenegro
Il roster ufficiale è stato annunciato il 28 agosto 2019
| Num. | Giocatore       | Ruolo | Data di nascita   | Altezza | Club d'appartenenza |
| ---- | --------------- | ----- | ----------------- | ------- | ------------------- |
| 4    | Nikola Vučević  | C     | 24 ottobre 1990   | 2,13 m  | Orlando Magic       |
| 5    | Derek Needham   | PG    | 20 ottobre 1990   | 1,80 m  | K.K. Mornar Bar     |
| 6    | Suad Šehović    | SF    | 19 febbraio 1987  | 1,97 m  | Budućnost           |
| 7    | Nemanja Radović | SG    | 11 novembre 1991  | 2,08 m  | Saragozza           |
| 8    | Sead Šehović    | SG    | 22 agosto 1989    | 1,96 m  | K.K. Mornar Bar     |
| 10   | Aleksa Popović  | SG    | 31 luglio 1987    | 2,01 m  | K.K. Lovćen         |
| 11   | Marko Todorović | C     | 19 aprile 1992    | 2,11 m  | Joventut Badalona   |
| 14   | Bojan Dubljević | PF    | 24 ottobre 1991   | 2,05 m  | Valencia Basket     |
| 20   | Nikola Ivanović | PG    | 19 febbraio 1994  | 1,90 m  | Budućnost           |
| 23   | Dino Radončić   | SF    | 8 gennaio 1999    | 2,03 m  | UCAM Murcia         |
| 30   | Petar Popović   | SG    | 13 settembre 1996 | 1,92 m  | Budućnost           |
| 51   | Milko Bjelica   | PF    | 4 giugno 1984     | 2,07 m  | K.K. Mornar Bar     |

Allenatore  Zvezdan Mitrović
Assistenti  Boško Radović,  Dušan Dubljević,  Milovan Ljubojević

## Gruppo G

### Repubblica Dominicana
Il roster ufficiale è stato annunciato il 28 agosto 2019
| Num. | Giocatore         | Ruolo | Data di nascita  | Altezza | Club d'appartenenza     |
| ---- | ----------------- | ----- | ---------------- | ------- | ----------------------- |
| 1    | Dagoberto Peña    | G/F   | 14 giugno 1988   | 1,98 m  | CB Breogán              |
| 2    | Rigoberto Mendoza | G     | 6 luglio 1992    | 1,91 m  | Santeros de Aguada      |
| 5    | Víctor Liz        | PG    | 5 dicembre 1986  | 1,83 m  | Leones de Ponce         |
| 7    | Sadiel Rojas      | G/F   | 16 luglio 1989   | 1,93 m  | UCAM Murcia             |
| 9    | Juan Miguel Suero | F     | 11 maggio 1993   | 1,96 m  | Mauricio Baez           |
| 11   | Eloy Vargas       | F/C   | 30 dicembre 1988 | 2,11 m  | Trotamundos de Carabobo |
| 13   | Eulis Báez        | PF    | 18 marzo 1982    | 1,98 m  | Bàsquet Manresa         |
| 14   | Ronald Ramón      | G     | 14 gennaio 1986  | 1,83 m  | Mauricio Baez           |
| 24   | Gelvis Solano     | G     | 1 giugno 1994    | 1,85 m  | Olimpico LB             |
| 33   | Ronald Roberts    | F     | 5 agosto 1991    | 2,03 m  | Élan Sportif Chalonnais |
| 41   | Juan José García  | PF    | 22 aprile 1989   | 2,01 m  | Bàsquet Castelló        |
| 44   | Luis Montero      | SF    | 6 aprile 1993    | 2,01 m  | Cocodrilos de Caracas   |

Allenatore  Néstor García
Assistenti  Melvyn Lopez

### Francia
Il roster ufficiale è stato annunciato il 27 agosto 2019
| Num. | Giocatore       | Ruolo | Data di nascita   | Altezza | Club d'appartenenza   |
| ---- | --------------- | ----- | ----------------- | ------- | --------------------- |
| 1    | Frank Ntilikina | PG    | 28 luglio 1998    | 2,01 m  | New York Knicks       |
| 2    | Amath M'Baye    | PF    | 14 dicembre 1989  | 2.09 m  | Karşıyaka Spor Kulübü |
| 5    | Nicolas Batum   | SF    | 14 dicembre 1988  | 2,04 m  | Charlotte Hornets     |
| 10   | Evan Fournier   | SG    | 29 ottobre 1992   | 2,01 m  | Orlando Magic         |
| 12   | Nando de Colo   | G     | 23 giugno 1987    | 1,96 m  | Fenerbahçe            |
| 17   | Vincent Poirier | C     | 27 ottobre 1993   | 2,11 m  | Boston Celtics        |
| 21   | Andrew Albicy   | PG    | 21 marzo 1998     | 1,88 m  | Zenit San Pietroburgo |
| 25   | Louis Labeyrie  | PF    | 11 febbraio 1992  | 2,10 m  | Valencia Basket Club  |
| 26   | Mathias Lessort | C     | 29 settembre 1995 | 2,08 m  | Bayern Monaco         |
| 27   | Rudy Gobert     | C     | 26 giugno 1992    | 2,19 m  | Utah Jazz             |
| 33   | Axel Toupane    | SF    | 23 luglio 1992    | 2,03 m  | Unicaja Malaga        |
| 90   | Paul Lacombe    | SG    | 12 giugno 1990    | 1,91 m  | AS Monaco             |

Allenatore  Vincent Collet
Assistenti  Pascal Donnadieu,  Laurent Foirest,  Ruddy Nelhomme

### Germania
Il roster ufficiale è stato annunciato il 29 agosto 2019
| Num. | Giocatore          | Ruolo | Data di nascita   | Altezza | Club d'appartenenza   |
| ---- | ------------------ | ----- | ----------------- | ------- | --------------------- |
| 4    | Maodo Lô           | PG    | 12 marzo 1992     | 1,91 m  | Bayern Monaco         |
| 5    | Niels Giffey       | SF    | 8 giugno 1991     | 2,01 m  | Alba Berlino          |
| 7    | Johannes Voigtmann | C     | 30 settembre 1992 | 2,11 m  | CSKA Mosca            |
| 8    | İsmet Akpınar      | PG    | 22 maggio 1995    | 1,91 m  | Beşiktaş              |
| 10   | Daniel Theis       | PF    | 4 aprile 1992     | 2,03 m  | Boston Celtics        |
| 12   | Robin Benzing      | SF    | 25 gennaio 1989   | 2,08 m  | Saragozza             |
| 17   | Dennis Schröder    | PG    | 15 settembre 1993 | 1,85 m  | Oklahoma City Thunder |
| 21   | Paul Zipser        | SF    | 18 febbraio 1994  | 2,07 m  | Bayern Monaco         |
| 22   | Danilo Barthel     | PF    | 24 ottobre 1991   | 2,08 m  | Bayern Monaco         |
| 24   | Maximilian Kleber  | C     | 21 gennaio 1992   | 2,11 m  | Dallas Mavericks      |
| 32   | Johannes Thiemann  | PF    | 9 febbraio 1994   | 2,08 m  | Alba Berlino          |
| 42   | Andreas Obst       | SG    | 13 luglio 1996    | 1,91 m  | Basketball Ulm        |

Allenatore  Henrik Rödl
Assistenti  Alan Ibrahimagic,  Martin Schiller,  Patrick Femerling

### Giordania
Il roster ufficiale è stato annunciato il 30 agosto 2019
| Num. | Giocatore          | Ruolo | Data di nascita  | Altezza | Club d'appartenenza |
| ---- | ------------------ | ----- | ---------------- | ------- | ------------------- |
| 0    | Mahmoud Abdeen     | PG    | 23 dicembre 1987 | 1,92 m  | Al Jazeera Amman    |
| 1    | Amin Abu Hawwas    | SG    | 26 aprile 1994   | 1,94 m  | Orthodox            |
| 2    | Dar Tucker         | SG    | 11 aprile 1988   | 1,90 m  | San Lorenzo Almagro |
| 4    | Jordan Dasuqi      | PG    | 29 novembre 1994 | 1,80 m  | Lake Superior St.   |
| 5    | Freddy Ibrahim     | SG    | 14 ottobre 1996  | 2,10 m  | Tampa Spartans      |
| 7    | Ahmad al-Hamarsheh | SF    | 10 ottobre 1986  | 1,96 m  | Al-Wehdat SC        |
| 10   | Ahmad Obeid        | PF    | 24 agosto 1990   | 1,95 m  | Orthodox BC         |
| 12   | Yousef Abu Wazaneh | C     | 6 dicembre 1993  | 2,00 m  | Al Riyadi Amman     |
| 13   | Mohammad Shaher    | C     | 3 marzo 1990     | 2,12 m  | Al-Ahli SC          |
| 15   | Zaid Abbas         | PF    | 21 novembre 1983 | 2,07 m  | Al-Ahli Manama      |
| 23   | Mousa al-Awadi     | SG    | 20 luglio 1985   | 1,92 m  | Kofer Yoba Irbid    |
| 44   | Ahmad al-Dwairi    | C     | 4 marzo 1993     | 2,10 m  | Fenerbahçe          |

Allenatore  Joey Stiebing
Assistenti  Kelton Thompson,  Zaid Alkhas

## Gruppo H

### Canada
Il roster ufficiale è stato annunciato il 30 agosto 2019
| Num. | Giocatore         | Ruolo | Data di nascita   | Altezza | Club d'appartenenza |
| ---- | ----------------- | ----- | ----------------- | ------- | ------------------- |
| 1    | Kevin Pangos      | PG    | 26 gennaio 1993   | 1,88 m  | Barcelona           |
| 3    | Melvin Ejim       | PF    | 4 marzo 1991      | 1,98 m  | Unicaja Malaga      |
| 4    | Brady Heslip      | SG    | 19 giugno 1990    | 1,86 m  | Istanbul B.B.       |
| 6    | Cory Joseph       | PG    | 20 agosto 1991    | 1,91 m  | Sacramento Kings    |
| 10   | Kaza Kajami-Keane | PG    | 27 gennaio 1994   | 1,88 m  | Mitteldeutscher BC  |
| 11   | Andrew Nembhard   | SF    | 16 gennaio 2000   | 1,96 m  | Florida Gators      |
| 13   | Conor Morgan      | PF    | 3 agosto 1994     | 2,06 m  | Joventut Badalona   |
| 17   | Owen Klassen      | F/C   | 31 ottobre 1991   | 2,08 m  | Antwerp Giants      |
| 21   | Thomas Scrubb     | PF    | 26 settembre 1991 | 2,01 m  | Strasbourg IG       |
| 23   | Philip Scrubb     | SF    | 27 novembre 1992  | 1,93 m  | Estudiantes         |
| 24   | Khem Birch        | C     | 28 settembre 1992 | 2,06 m  | Orlando Magic       |
| 33   | Kyle Wiltjer      | C     | 20 ottobre 1992   | 2,08 m  | Türk Telekom        |

Allenatore  Nick Nurse
Assistenti  Gordie Herbert,  Nate Bjorkgren

### Senegal
Il roster ufficiale è stato annunciato il 16 agosto 2019
| Num. | Giocatore          | Ruolo | Data di nascita   | Altezza | Club d'appartenenza            |
| ---- | ------------------ | ----- | ----------------- | ------- | ------------------------------ |
| 1    | Maurice Ndour      | SF    | 18 giugno 1992    | 2,06 m  | Valencia Basket Club           |
| 2    | Djibril Thiam      | PF    | 6 luglio 1986     | 2,06 m  | Étoile de Charleville-Mézières |
| 5    | Xane d'Almeida     | PG    | 21 gennaio 1983   | 1,83 m  | Étoile de Charleville-Mézières |
| 7    | Pape Diop          | PF    | 1 gennaio 1996    | 2,07 m  | Tallinna Kalev                 |
| 10   | Lamine Sambe       | PG    | 15 dicembre 1989  | 1,96 m  | Abeille des Aydes Blois Basket |
| 11   | Mouhammad Faye     | PF    | 14 settembre 1985 | 2,08 m  | Crvena zvezda                  |
| 13   | Hamady N'Diaye     | C     | 12 gennaio 1987   | 2,13 m  | B.C.M. Gravelines              |
| 15   | Youssou Ndoye      | C     | 15 luglio 1991    | 2,13 m  | J.L. Bourg-en-Bresse           |
| 25   | Momar Ndoye        | SG    | 13 luglio 1995    | 2,01 m  | JA Vichy                       |
| 28   | Ibrahima Fall Faye | SF    | 10 gennaio 1997   | 2,06 m  | Antwerp Giants                 |
| 31   | Babacar Touré      | SG    | 14 novembre 1985  | 2,05 m  | Fribourg Olympic               |
| 35   | Makhtar Gueye      | C     | 7 gennaio 1997    | 2,08 m  | UAB Blazers                    |

Allenatore  Moustapha Gaye
Assistenti  Dame Diouf,  Mamadou Gueye

### Lituania
Il roster ufficiale è stato annunciato il 27 agosto 2019
| Num. | Giocatore            | Ruolo | Data di nascita  | Altezza | Club d'appartenenza |
| ---- | -------------------- | ----- | ---------------- | ------- | ------------------- |
| 5    | Mantas Kalnietis     | PG    | 6 settembre 1986 | 1,96 m  | Lokomotiv Kuban'    |
| 8    | Jonas Mačiulis       | SF    | 10 febbraio 1985 | 1.98 m  | AEK Atene           |
| 10   | Renaldas Seibutis    | SG    | 23 luglio 1985   | 1,96 m  | Basket Saragozza    |
| 11   | Domantas Sabonis     | F/C   | 3 maggio 1996    | 2,11 m  | Indiana Pacers      |
| 13   | Paulius Jankūnas     | PF    | 29 aprile 1984   | 2,05 m  | Žalgiris Kaunas     |
| 17   | Jonas Valančiūnas    | C     | 6 maggio 1992    | 2,13 m  | Memphis Grizzlies   |
| 19   | Mindaugas Kuzminskas | F     | 19 ottobre 1989  | 2,06 m  | Olympiakos          |
| 31   | Rokas Giedraitis     | G/F   | 16 agosto 1992   | 2,00 m  | Alba Berlino        |
| 40   | Marius Grigonis      | SG    | 26 aprile 1994   | 1,81 m  | Žalgiris Kaunas     |
| 43   | Lukas Lekavičius     | PG    | 30 marzo 1994    | 1,81 m  | Žalgiris Kaunas     |
| 51   | Arnas Butkevičius    | SF    | 10 ottobre 1992  | 1,97 m  | Lietuvos Rytas      |
| 92   | Edgaras Ulanovas     | SF    | 7 gennaio 1992   | 1,98 m  | Žalgiris Kaunas     |

Allenatore  Dainius Adomaitis
Assistenti  Ramūnas Šiškauskas,  Benas Matkevičius

### Australia
Il roster ufficiale è stato annunciato il 7 agosto 2019
| Num. | Giocatore           | Ruolo | Data di nascita  | Altezza | Club d'appartenenza    |
| ---- | ------------------- | ----- | ---------------- | ------- | ---------------------- |
| 2    | Nathan Sobey        | SG    | 14 luglio 1990   | 1,88 m  | Brisbane Bullets       |
| 3    | Cameron Gliddon     | SG    | 16 agosto 1989   | 1,97 m  | Brisbane Bullets       |
| 4    | Chris Goulding      | SG    | 24 ottobre 1988  | 1,92 m  | Melbourne United       |
| 5    | Patty Mills         | PG    | 11 agosto 1988   | 1,83 m  | San Antonio Spurs      |
| 6    | Andrew Bogut        | C     | 28 novembre 1984 | 2,13 m  | Sydney Kings           |
| 7    | Joe Ingles          | SF    | 2 ottobre 1987   | 2,03 m  | Utah Jazz              |
| 8    | Matthew Dellavedova | PG    | 8 settembre 1990 | 1,92 m  | Cleveland Cavaliers    |
| 11   | Nick Kay            | PF    | 3 agosto 1992    | 2,06 m  | Wellington Saints      |
| 12   | Aron Baynes         | C     | 9 dicembre 1986  | 2,08 m  | Phoenix Suns           |
| 20   | David Barlow        | F     | 22 ottobre 1983  | 2,05 m  | Melbourne United       |
| 34   | Jock Landale        | C     | 25 ottobre 1995  | 2,11 m  | Žalgiris Kaunas        |
| 55   | Mitch Creek         | G     | 27 aprile 1992   | 1,96 m  | Minnesota Timberwolves |

Allenatore  Andrej Lemanis
Assistenti  Luc Longley,  Adam Caporn,  Will Weaver,  David Patrick